# Герб Французской Гвианы
Герб Гвианы представляет собой щит, состоящий из равношироких полос синего, красного и зелёного цветов.
На синей полосе размещены три золотые геральдические лилии, которые присутствовали на гербе Франции при Капетингах и Бурбонах, — их наличие указывает на то, что территорией владеет Франция. Сверху размещено число «1643» — год, в котором нынешняя Гвиана была присоединена к этому европейскому государству.
На красной полосе изображена лодка, груженная золотом, плывущая по реке зелёного цвета. Лодка с золотом указывает на природные богатства территории.
На зелёной полосе размещены три кувшинки, представляющие живую природу территории.